# Heckler & Koch MP5
MP5 là súng tiểu liên 9mm do Đức thiết kế, phát triển vào thập niên 1960 bởi nhóm kỹ sư thuộc nhánh công xưởng Tây Đức của Heckler & Koch GmbH (H&K). Do sự thành công của mẫu súng trường tấn công Heckler & Koch G3, công ty H&K quyết định phát triển 4 nhóm súng với cỡ đạn khác nhau (về cơ bản là vẫn dựa trên thiết kế của khẩu G3): 7,62x51mm NATO, 7,62x39mm M43, 5,56x45mm NATO, 9x19mm Parabellum. Khẩu MP5 là mẫu thứ tư, có tên ban đầu là HK54. MP5 lần đầu tiên được giới thiệu năm 1966 với tên HK54. Tên MP5 xuất phát từ Maschinenpistole 5 (súng tiểu liên mẫu số 5). 

## Phát triển
MP-5 là một  khẩu súng có uy lực bắn nhỏ, nhưng bù lại nó có độ giật thấp và tốc độ bắn rất nhanh, ít cồng kềnh, rất tiện lợi để có thể lắp thêm phụ kiện như ống hãm thanh, kính ngắm laser,... nên khẩu tiểu liên này rất được các đội đặc nhiệm nổi tiếng trên thế giới ưa dùng như đặc nhiệm Hải quân Mỹ (Navy SEAL), đặc nhiệm SWAT (Mỹ), Hiến binh Pháp (GIGN), đặc nhiệm GSG-9 (Đức). Nhưng do có sức công phá yếu, nên MP5 không thể cạnh tranh với các khẩu súng nổi tiếng như AK-47, M16 trên chiến trường. Việt Nam cũng trang bị cho một số cảnh sát đặc nhiệm Việt Nam phiên bản MP5KA4 (phiên bản rút gọn của MP5 trên chiến trường) và MP5A3.

## Thiết kế và hoạt động
MP5 về cơ bản giống với súng trường tấn công G3, với nòng có rãnh xoắn, ba chế độ bắn khác nhau và cơ chế búa điểm hỏa. Ban đầu, MP5 sử dụng băng đạn thẳng với cơ chế blowback, sau đó được cải tiến với băng đạn hơi cong có thể nạp 15 hoặc 30 viên và cơ chế trích khí ngang.
Súng có ba chế độ bắn, bao gồm bán tự động, tự động và chế độ an toàn. MP5 được trang bị loại đạn cỡ 10mm, 9mm Parabellum và .40S&W. Tốc độ bắn 800 viên/phút, sơ tốc đầu nòng 400 m/s, tầm bắn hiệu quả 25m - 100m, tầm bắn tối đa 150 m.
MP5 sử dụng cơ cấu ngắm bắn khe ngắm – đầu ruồi và có thể trang bị ống nhắm quang học hoặc kính nhìn đêm.

## Phụ kiện và các biến thể
Giống như M4 Carbine, MP5 được trang bị nhiều phụ kiện giúp tối ưu hóa khả năng sử dụng trong nhiều trường hợp khác nhau. Rãnh nòng súng có thể lắp thêm đèn flash, ống nhắm laser, ống phóng lựu có khả năng trang bị lựu đạn hơi cay, nòng giảm thanh.
Trong khi tất cả các khẩu MP5 đều có thể tích hợp ống giảm thanh, thì đã có một phiên bản giảm thanh hoàn toàn của MP5, đó là MP5SD3 hay MP5SD2 (phụ thuộc vào loại báng cố định hay rút vào). Phiên bản này có ống giảm thanh gắn hẳn vào súng (xạ thủ không thể tháo được giảm thanh này), có nòng để giảm vận tốc viên đạn xuống dưới vận tốc âm thanh (330 m/s). MP5SD có thể bắn bất kì loại đạn nào, không nhất thiết phải là đạn cận âm. 
MP5K (K = "Kurz", trong tiếng Đức có nghĩa là ngắn) là phiên bản rút gọn, không có báng súng, kích thước và trọng lượng giảm đáng kể (chưa đến 2 kg và chỉ dài khoảng 32 cm) nên rất dễ dàng mang theo, tính cơ động tăng cao. Nó được sử dụng trong các hoạt động bí mật, những khu vực hẹp và hạn chế về không gian, dùng để bảo vệ những nhân vật quan trọng. Các biến thể khác là MP5K, MP5KA4, MP5KA1, MP5KA5.
Phiên bản MP5N dành cho hải quân có khả năng chống nước, trang bị đèn chiếu sáng tritium có khả năng chiếu xa hơn 200m, nòng giảm thanh và 3 chế độ bắn: bán tự động, burst 3 viên, chế độ tự động và có chế độ an toàn.
Ngoài ra, vào năm 1991, Heckler & Koch đã giới thiệu MP5/10 (dùng đạn 10mm) và MP5/40 (dùng đạn .40 S&W) dựa trên MP5A4 và MP5A5.

## Các quốc gia sử dụng
- Đức
- Mỹ: Đặc nhiệm hải quân Mỹ
- Nhật Bản: Trang bị cho  Biệt đội Cảnh sát đặc nhiệm (SWAT)
- Việt Nam: Trang bị cho Cảnh sát cơ động Việt Nam
- Campuchia: Trang bị cho Hiến binh Hoàng gia Campuchia
- Hồng Kông: Trang bị cho Lực lượng Cảnh sát Hồng Kông
- Saudi Arabia: Trang bị cho Đặc nhiệm Saudi Arabia
- Vương quốc Liên hiệp Anh và Bắc Ireland: Trang bị cho Đặc nhiệm Không quân Anh (SAS)

1. ↑  “H&K Web site, MP5 overview”. Heckler-koch.com. Bản gốc lưu trữ ngày 19 tháng 1 năm 2013. Truy cập ngày 29 tháng 12 năm 2012.